# Mayya Gurbanberdieva
Mayya Gurbanberdieva (russe : Майя Эзизовна Гурбанбердиева), née le 9 mai 1999, est une nageuse synchronisée russe d'origine turkmène.

## Carrière
Son père, Eziz Gurbanberdiýew, originaire du Turkménistan, travaille pour Pervi Kanal.
En 2018, elle est sacrée double championne d'Europe de natation synchronisée en duo libre mixte et en duo technique (avec Aleksandr Maltsev).
Lors des Championnats du monde de natation 2019 à Gwangju en Corée du Sud, elle remporte la médaille d'or du duo mixte libre avec son compatriote Aleksandr Maltsev. Quelques semaines auparavant, elle remporte l'étape des World Series à Kazan devant les Chinois et les Espagnols.
Elle est médaillée d'or en duo mixte technique avec Aleksandr Maltsev aux Championnats d'Europe de natation 2020 à Budapest.